# 卡尔森管理学院
卡尔森管理学院(英語：Curtis L. Carlson School of Management)是一所位于美国明尼苏达州明尼阿波利斯的学院，是明尼苏达大学的商学院。学院提供学士，硕士和博士课程项目。也提供和明尼苏达大学法学院，明尼苏达大学医学院和明尼苏达大学公共健康学院的双学位课程。

## 历史
创建于1919年，第一年学院只有14位教师和88位学生。目前有将近5000名学生，55000名校友，12类课程，103位终身教授和39位全职教职工。1986年美国企业家柯特·卡尔森捐赠2500万美元，于是学院以他的名字命名。